# Aepeomys lugens
Aepeomys lugens (Thomas, 1896) è un roditore della famiglia dei Cricetidi endemico del Venezuela.

## Descrizione

### Dimensioni
Roditore di piccole dimensioni, con la lunghezza della testa e del corpo tra 100 e 119 mm, la lunghezza della coda tra 114 e 127 mm, la lunghezza del piede tra 27 e 28 mm e un peso fino a 42 g.

### Aspetto
La pelliccia è densa, soffice e vellutata. Le parti dorsali sono bruno-olivastre mentre quelle ventrali sono più chiare. Le orecchie sono grandi e ricoperte di corti peli brunastri. Il dorso delle zampe è ricoperto di peli brunastri, i quali diventano bianchi alla base di ogni artiglio. Il quinto dito del piede è relativamente lungo, raggiungendo la giuntura tra falangi del quarto dito. La coda è lunga circa quanto la testa ed il corpo, è uniformemente scura e rivestita di corti peli brunastri. Il cariotipo è 2n=28 FN=48.

## Biologia

### Comportamento
È una specie notturna, solitaria e terricola, talvolta parzialmente arboricola. Individui sono stati osservati sotto tronchi abbattuti e alla base di alberi, felci, tra ammassi rocciosi ricoperti di muschio o licheni, nella densa vegetazione al suolo e comunque principalmente in ambienti umidi.

### Alimentazione
Si nutre di artropodi, larve e vermi.

### Riproduzione
Si riproduce in qualsiasi periodo dell'anno, particolarmente nelle stagioni più piovose. Femmine gravide sono state registrate a settembre, mentre altre che allattavano tra maggio e novembre. Danno alla luce 2-7 piccoli alla volta.

## Distribuzione e habitat
Questa specie è diffuso nelle ande venezuelane, negli stati di Táchira e Mérida.
Vive nelle foreste umide e più raramente in ambienti secondari tra 1.990 e 3.500 metri di altitudine.

## Conservazione
La IUCN Red List, considerato che la popolazione e lo stato del suo habitat non sono in declino ed è presente in diverse aree protette, classifica A.lugens come specie a rischio minimo (Least Concern).